# Universidad Estatal de San Francisco

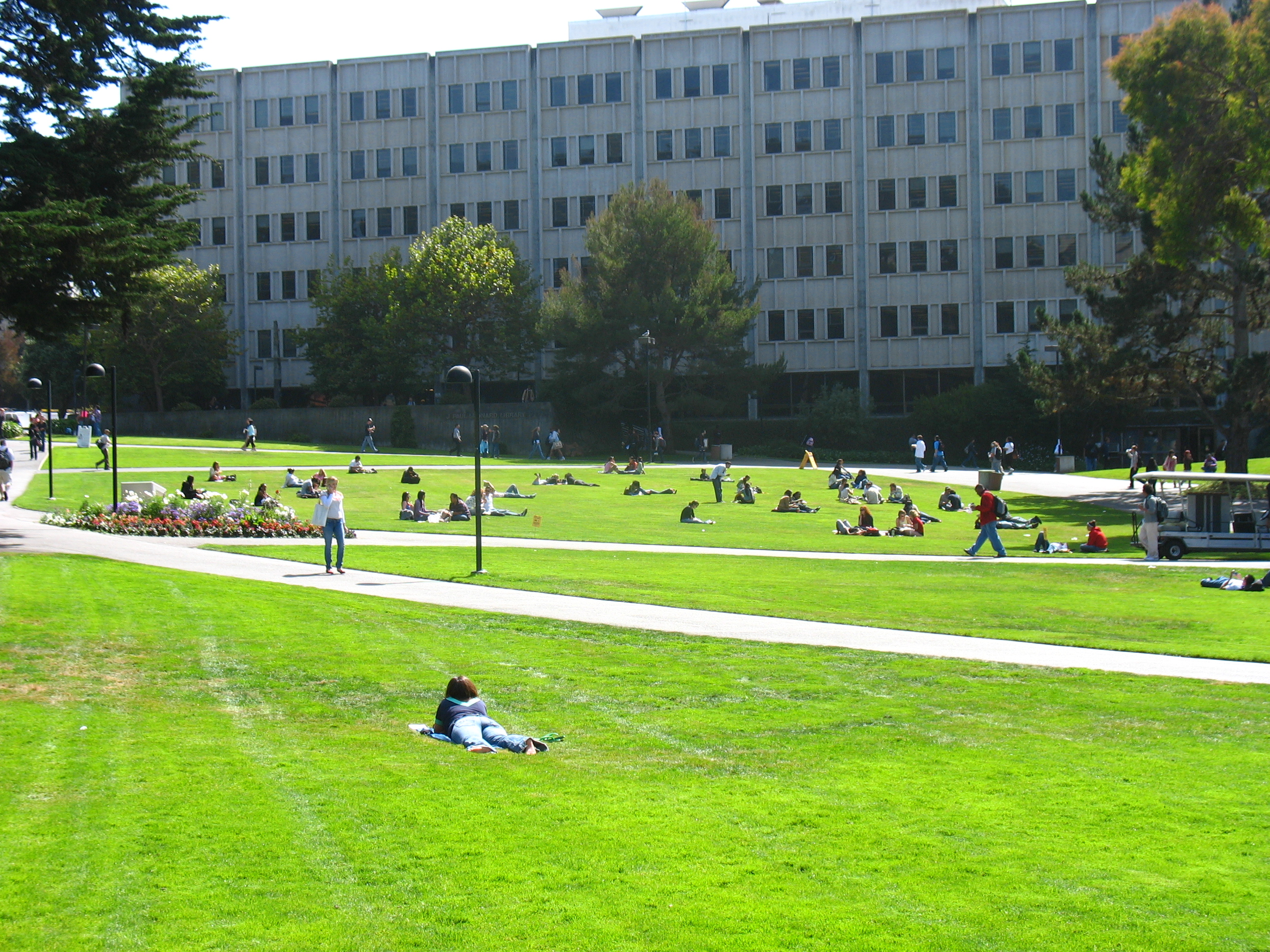
Campus SFSU.

La Universidad Estatal de San Francisco (en idioma inglés San Francisco State University, e informalmente San Francisco State, SF State, State y SFSU) es una universidad pública que se encuentra en la ciudad de San Francisco, en el norte del estado estadounidense de California. 
Forma parte de la Universidad Estatal de California, una red que integran 23 universidades del estado.
La SFSU está considerada como la 48.ª mejor situada en formación de Masters en la costa Oeste de los Estados Unidos, según U.S. News & World Report.
Tiene aproximadamente 29.628 alumnos matriculados, de los cuales el 80,47% son estudiantes de pregrado y el 19,53% restante de postgrado.
Fue fundada en 1899, por lo que es una de las universidades públicas más antiguas de California.